# Robert Wuttke
Robert Wuttke (* 9. Juni 1859 in Reudnitz bei Leipzig; † 18. Juli 1914 in Dresden) war ein sächsischer Volkswirtschaftler und Volkskundler. Sein Vater war der Geschichtsprofessor Heinrich Wuttke, seine Mutter die Schriftstellerin Emma Wuttke-Biller.

## Leben

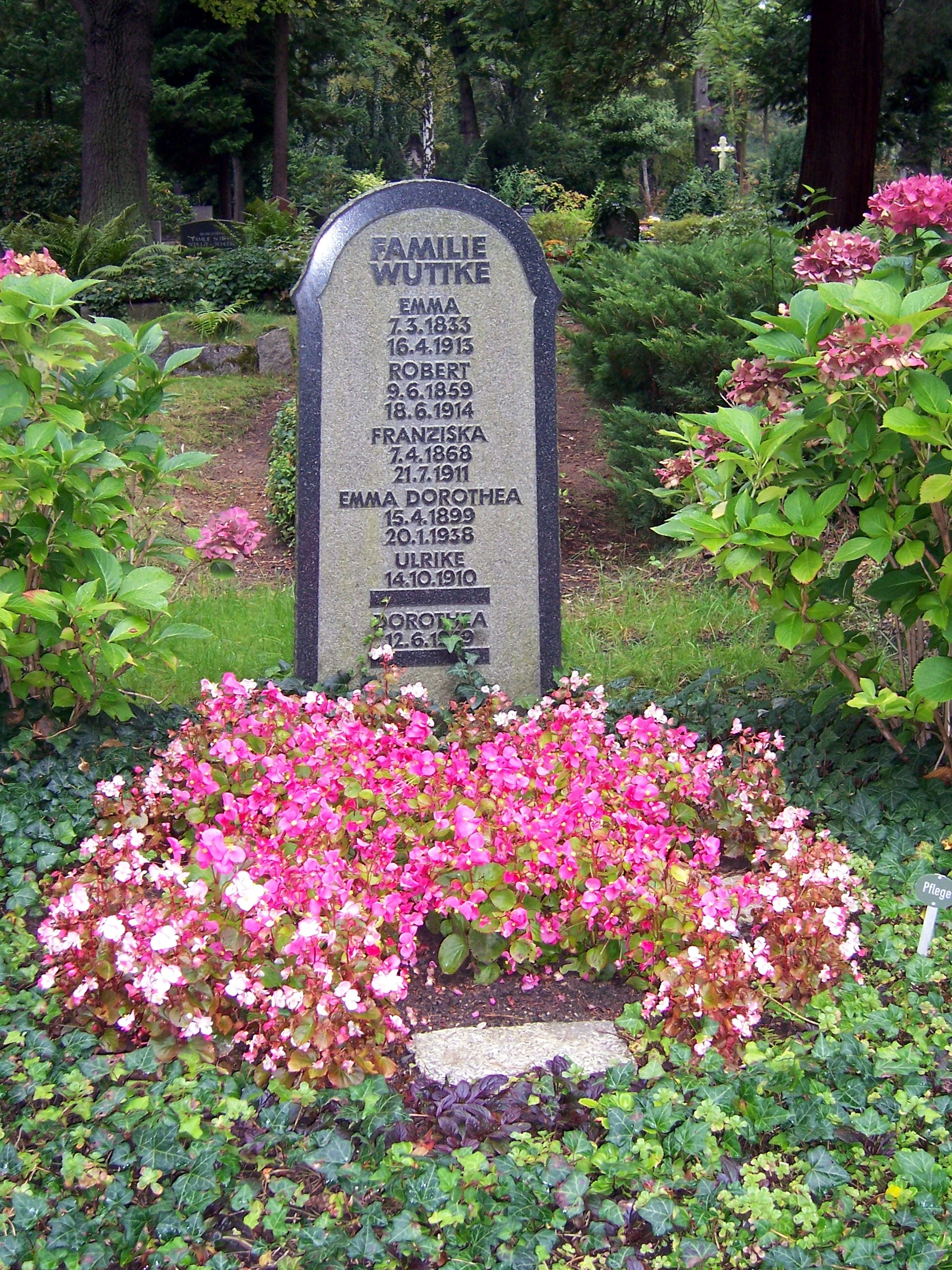
Grab von Robert Wuttke in Dresden

Da er an einer schweren Erbkrankheit litt, erhielt er Hausunterricht sowohl von seinem Vater als auch durch einen angestellten Hauslehrer. Sein Vater ließ ihn expatriieren und die schweizerische Staatsbürgerschaft annehmen. Er machte in der Schweiz sein Abitur. Bei der Immatrikulation an der Universität Leipzig hatte er die schweizerische Staatsbürgerschaft angegeben. Er studierte Volkswirtschaft, Rechtswissenschaft und Geschichte in Leipzig, Göttingen, Berlin und Straßburg 1882 bis 1886 und promovierte 1886 zum Dr. jur. in Straßburg. Im Jahr 1889 promovierte er in Heidelberg zum Dr. phil.
Von 1895 bis 1913 war er Dozent der Volkswirtschaft an der Gehe-Stiftung in Dresden. Im Jahr 1900 übernahm er einen Lehrauftrag an der Forstakademie Tharandt, ab 1902 eine Dozentur. Ein Jahr später übernahm er eine ordentliche Professur für Volkswirtschaft (Nationalökonomie und Statistik) an der Technischen Hochschule Dresden als Nachfolger von Viktor Böhmert.
Wuttke verstarb 1914 und wurde auf dem Johannisfriedhof in Dresden beigesetzt.

## Forschung
Der Ausgangspunkt für seine größeren wissenschaftlichen Arbeiten lag in der Geschichte seiner engeren Heimat Sachsen. Das wiederum hat auch gewisse Parallelen zu seinem Vater, dessen Ausgangspunkt für seine größeren wissenschaftlichen Arbeiten seine Heimat Schlesien gewesen war. Wesentliche Forschungen betrieb er auf dem Gebiet der sächsischen Mundart, über die sozioökonomischen Bedingungen der Bevölkerung unter dem Einfluss einer wachsenden Mobilität. Überhaupt machte er sich um die Erforschung des sächsischen Alltagslebens verdient. Sein Hauptwerk ist seine 1900 in Dresden erstmals erschienene Sächsische Volkskunde. Weiterhin beschäftigte ihn das Thema der Erwerbsarbeit von Frauen.

## Ehrungen
Im Dresdner Stadtteil Loschwitz ist eine Straße nach ihm benannt.